# رمسزدن بلهاوس
رمسزدن بلهاوس (به انگلیسی: Ramsden Bellhouse) یک روستا و محله مدنی در بریتانیا است که در Basildon واقع شده‌است. رمسزدن بلهاوس ۷۳۰ نفر جمعیت دارد.